# Caravaggismo

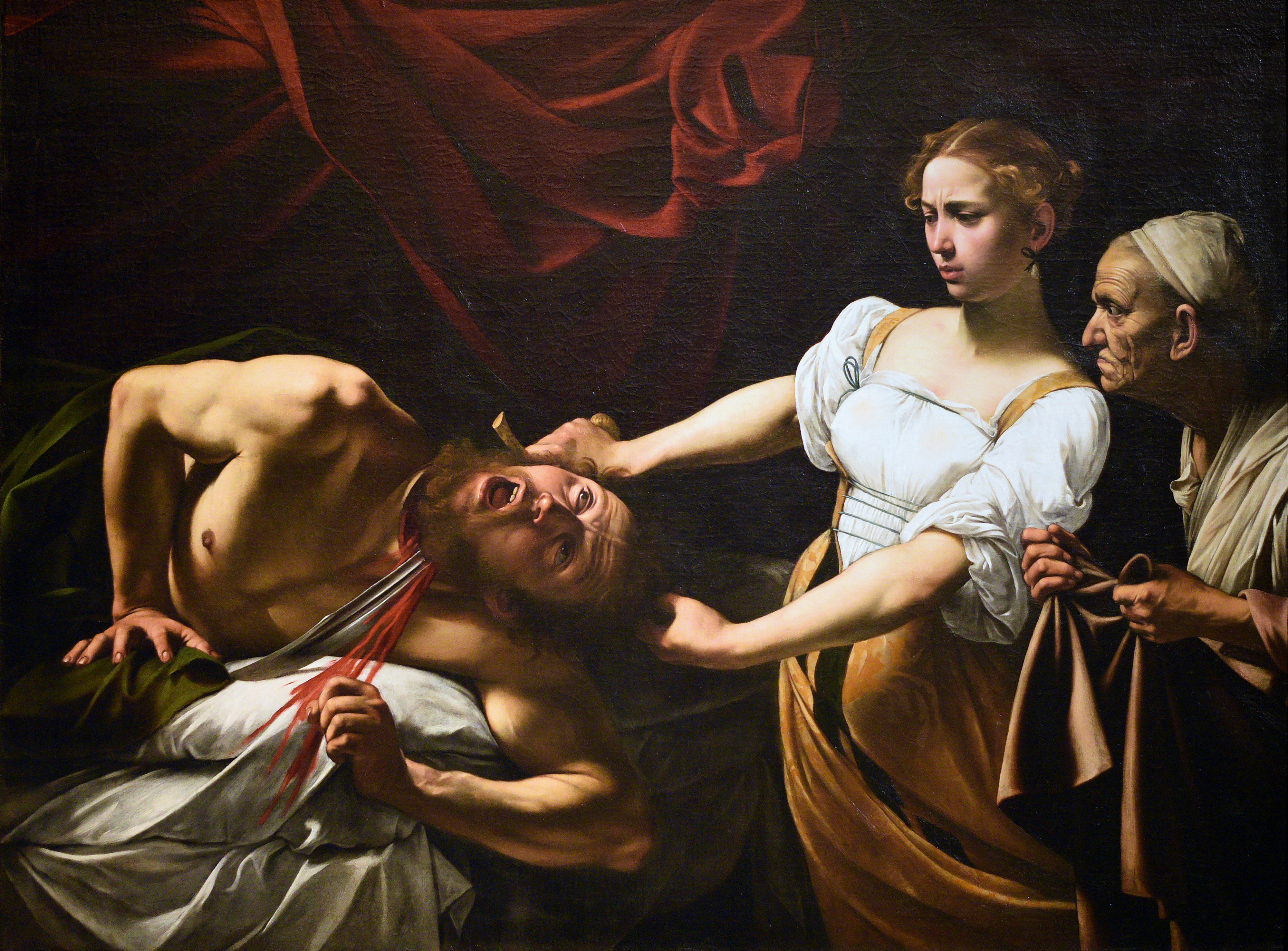
Judit decapitando a Holofernes, de Caravaggio, 1598-1599. Galería Nacional de Arte Antiguo, Palacio Barberini, Roma.

El caravaggismo o caravagismo es una corriente pictórica dentro del barroco, que designa el estilo de los artistas que se inspiraron en la obra de Caravaggio. Estos pintores también son conocidos como tenebristas, por su uso de la técnica del claroscuro. En otras ocasiones, se hace referencia a su naturalismo o realismo. Los pintores caravaggistas reproducen la figura con gran realismo, representándola generalmente contra un fondo monocromo e iluminados por una luz violenta.
Se originó en Roma a principios del siglo XVII, desarrollándose, aproximadamente, entre 1590 y 1650. Los principales pintores caravaggistas fueron Bartolomeo Manfredi, Orazio Gentileschi y Artemisia Gentileschi, Gerrit van Honthorst, Hendrick ter Brugghen, Giovanni Serodine, Battistello Caracciolo y José de Ribera. Otros pintores vinculados al maestro son Mario Minniti, Giovanni Baglione, Orazio Borgianni, Carlo Saraceni, Domenico Fetti, Adam Elsheimer.

## Historia

### Italia

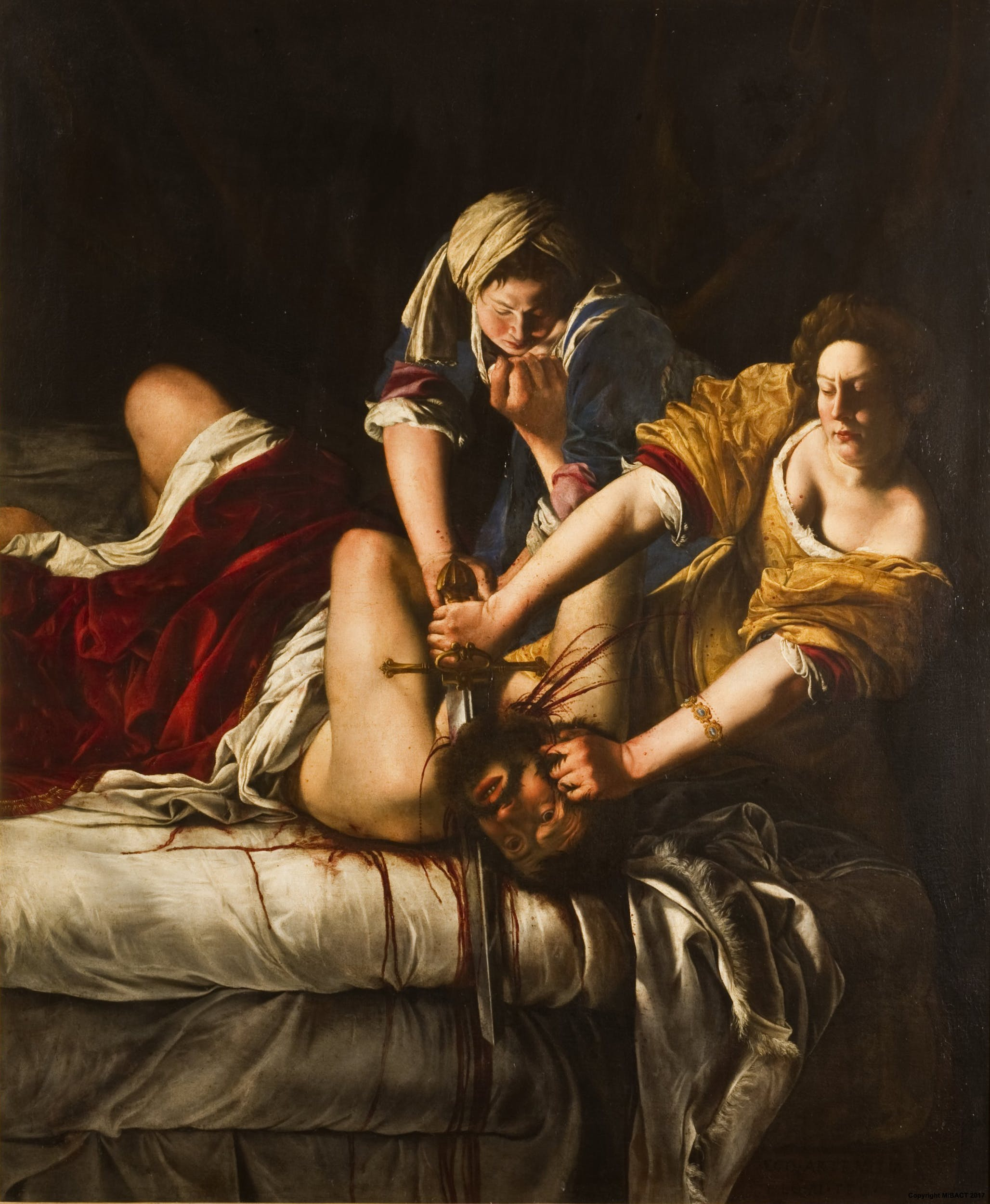
Judith decapitando a Holofernes, de Artemisia Gentileschi, h. 1620, Galería de los Uffizi, Florencia.

El caravaggismo surge como reacción al manierismo, estilo que se consideraba artificial, demasiado exquisito e intelectual. Caravaggio propone tomar como modelo la realidad, las personas que encontraba en la calle. 
La instalación de las pinturas de Caravaggio sobre san Mateo en la Capilla Contarelli tuvo un impacto inmediato entre los jóvenes artistas que, provenientes de otras partes de Italia, se encontraban trabajando en Roma, y el caravaggismo se convirtió inmediatamente en la tendencia a seguir por todos los pintores jóvenes.
Los primeros caravaggistas fueron Giovanni Baglione (aunque su fase caravaggista duró poco) y el toscano Orazio Gentileschi. En la siguiente generación estuvieron el veneciano Carlo Saraceni, el mantuano Bartolomeo Manfredi y el romano Orazio Borgianni. Gentileschi, a pesar de ser considerablemente más viejo, fue el único de estos artistas que vivió más allá de 1620, y acabó como pintor cortesano del rey Carlos I en Inglaterra. Su hija, Artemisia Gentileschi estaba también muy cercana a Caravaggio, y fue la más dotada de entre los pintores que se adscribieron a este movimiento, que cultivó en su vertiente más violenta. En aquella época, sin embargo, tanto en Roma como en Italia en general, no fue Caravaggio, sino Annibale Carracci y su mezcla de elementos del Alto Renacimiento y el realismo lombardo, quien al final acabó triunfando en el pleno barroco.
El veneciano Domenico Fetti se enmarca en esta corriente, si bien su realismo es más bien pintoresco y sensual, con colores luminosos.
También los artistas extranjeros que vivieron y trabajaron en Roma durante aquellos años cultivaron el estilo. Directamente relacionado con este movimiento naturalista está el pintor alemán Adam Elsheimer, si bien a diferencia de los otros caravaggistas, Elsheimer se dedicó al paisaje y a los efectos atmosféricos en él. En Roma también se formaron los franceses Valentin de Boulogne y al Simon Vouet de su primera época. Finalmente, los holandeses Gerard van Honthorst y Hendrick ter Brugghen.
La breve estancia de Caravaggio en Nápoles produjo una notable escuela de caravaggistas napolitanos, incluyendo entre ellos a Battistello Caracciolo y Carlo Sellitto. Nápoles en aquella época rivalizaba con Roma en cuanto a foco de atracción de artistas, en torno a la corte de los virreyes españoles. Allí pasó la etapa final de su vida Artemisia Gentileschi. Otros caravaggistas napolitanos fueron Andrea Vaccaro, Bernardo Cavallino y Massimo Stanzione. Se considera que el movimiento caravaggista acabó allí con la terrible plaga del año 1656. No obstante, la tendencia se mantuvo en pintores posteriores como Mattia Preti, Salvator Rosa o Luca Giordano. Al modo particular en que se entendió el caravaggismo en Nápoles se le llama tenebrismo, e influyó particularmente en España.

### España

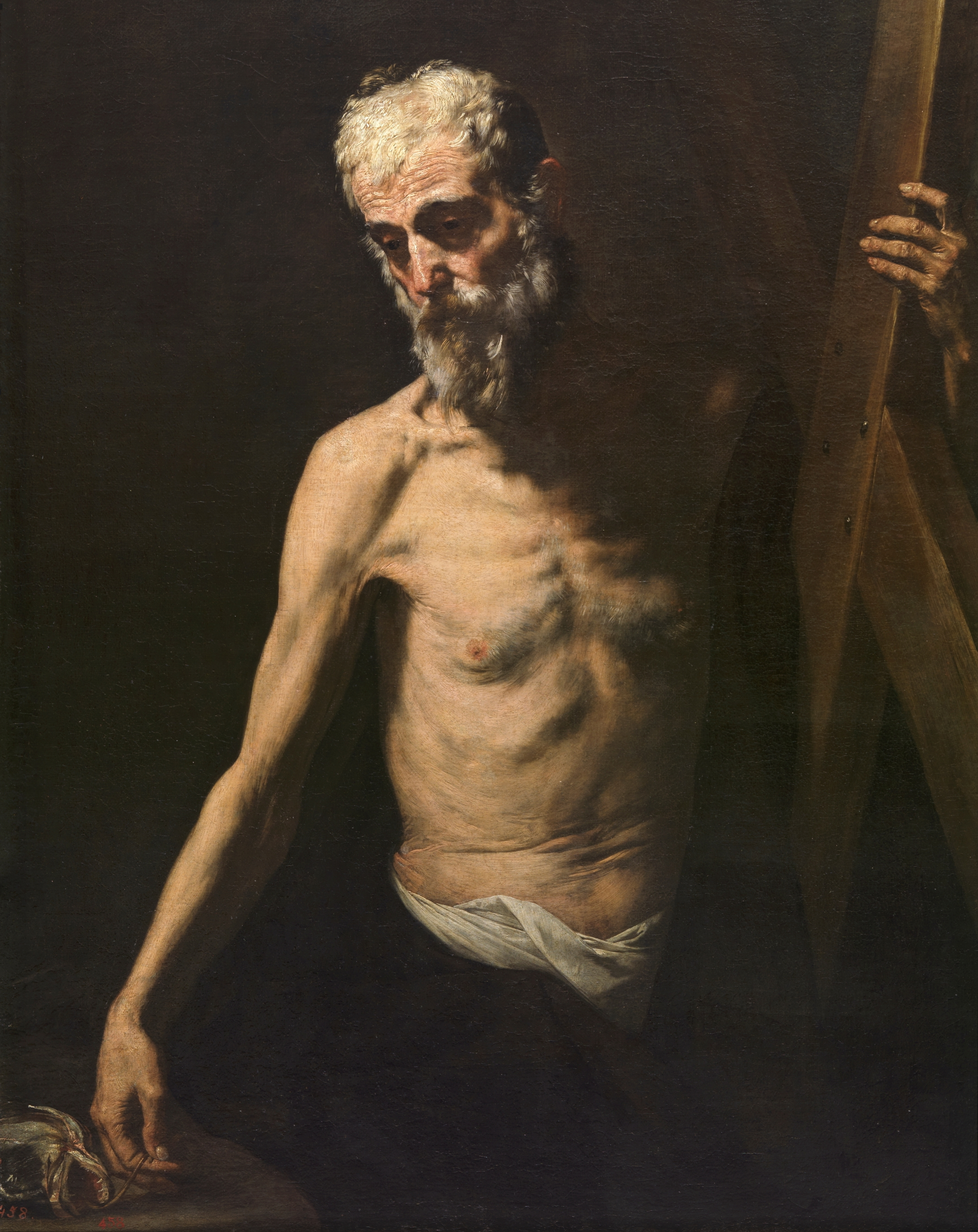
San Andrés Apóstol, de José de Ribera, h. 1630, Óleo sobre tela, 123 × 95 cm, Museo del Prado, Madrid.

Las estrechas relaciones en la época entre España e Italia motivaron que España fuera el primer país que siguió esta corriente pictórica después de aquel donde se inició. En torno al año 1600 trabajó en la península ibérica Orazio Borgianni.
En Nápoles, territorio entonces español, trabajó José de Ribera como pintor de los virreyes. Está considerado el pintor tenebrista por excelencia, llegando en ocasiones a una gran dureza. 
Autores que fueron ya tenebristas en sus composiciones fueron Bartolomé González, Juan van der Hamen, Juan Bautista Maíno y Luis Tristán. El murciano Pedro Orrente incorporó la iluminación y las formas caravaggistas, como puede verse en su San Sebastián de la catedral de Valencia. 
El caravaggismo fue el estilo dominante en la pintura española hasta aproximadamente 1635, debiendo mencionarse la obra de Francisco Ribalta, su hijo Juan y Juan Sánchez Cotán, con sus bodegones de iluminación muy contrastada. Es posible que Ribalta padre conociera la obra de Caravaggio en un viaje a Italia en torno a 1616; lo cierto es que las obras de su última etapa son plenamente tenebristas, con marcados contrastes de luz y sombra y utilización de modelos del natural, nada idealizados. Su hijo Juan trabajó en la misma línea.
Jerónimo Jacinto Espinosa siguió cultivando el naturalismo tenebrista cuando ya en España triunfaba el barroco pleno.
Puede verse la influencia del estilo en las obras de Velázquez o Zurbarán de aquella época. Velázquez presumiblemente vio la obra de Caravaggio en sus varios viajes a Italia.

### Países Bajos

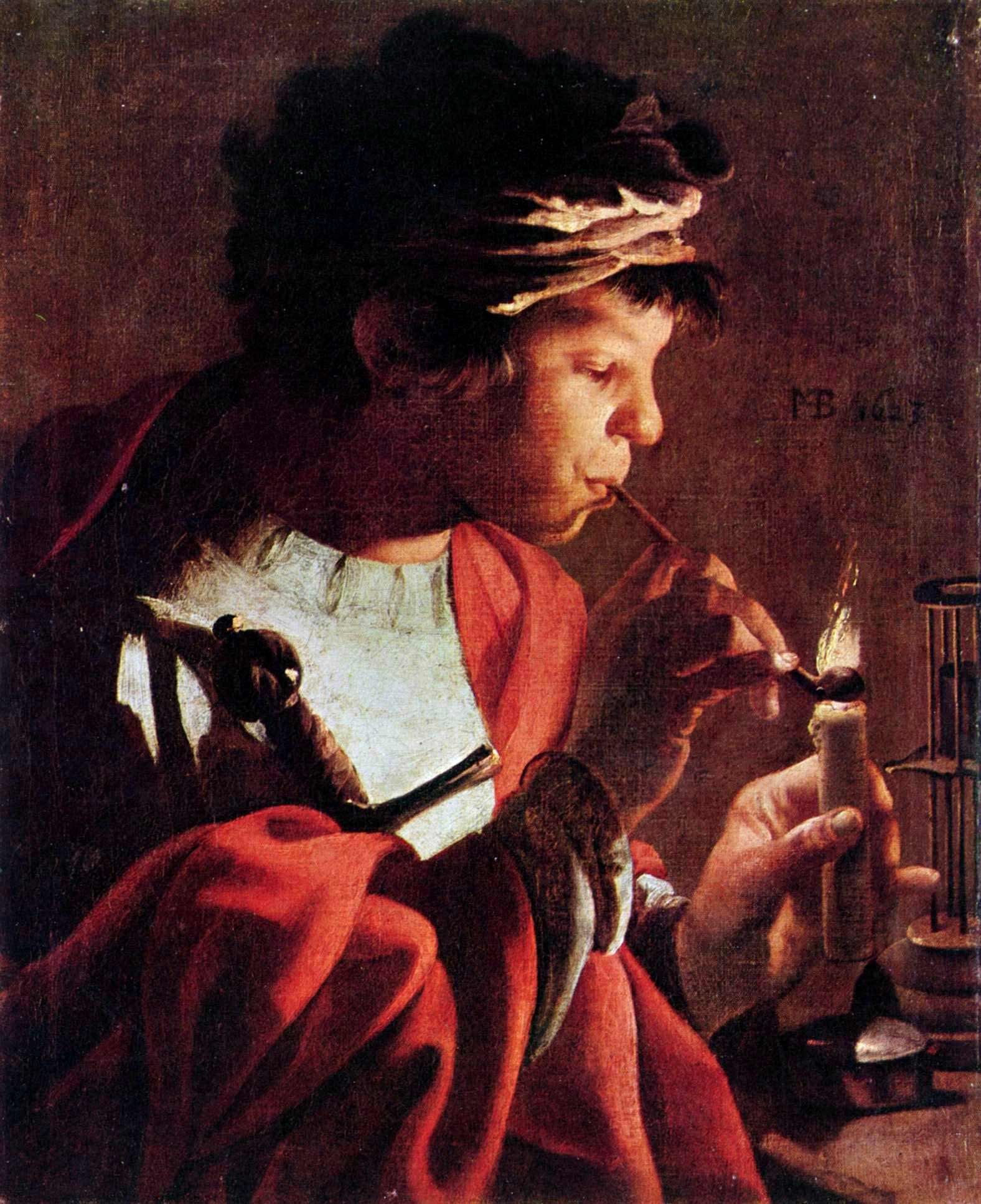
Muchacho con pífano, Hendrick Jansz Terbrugghen, 1623, óleo sobre lienzo, 67,6 × 55 cm, Museo István-Dobó, Eger.

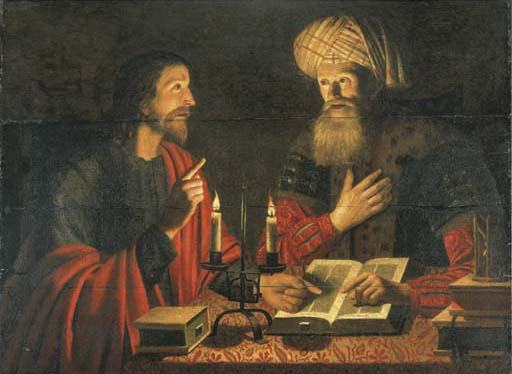
Cristo enseña a Nicodemo (Christus onderwijst Nicodemus), óleo sobre lienzo de Crijn Hendricksz Volmarijn. La obra, inspirada en el Evangelio de Juan en el que Nicodemo busca a Jesús «en la noche», identifica los focos de luz en las velas ubicadas sobre la mesa.

Un grupo de artistas católicos de Utrecht, los "caravaggistas de Utrecht", viajaron a Roma como estudiantes en los primeros años del siglo XVII y quedaron profundamente influidos por la obra de Caravaggio, tal como lo describe Bellori. Son precisamente estos pintores del norte quienes acogieron con mayor interés algunas novedades de esta tendencia, como el realismo y la representación de escenas callejeras o de taberna, tendencia que cultivaron en particular los llamados bambochantes.
A su regreso a las tierras del Norte, difundieron esta tendencia en cuadros de gran formato, experimentando un florecimiento breve en el tiempo pero de gran influencia durante los años 1620 con pintores como Hendrick ter Brugghen, Gerrit van Honthorst (llamado Gerardo de la Noche), Dirck van Baburen, Crijn Hendricksz Volmarijn, y Andries Both. Los tres primeros son considerados los creadores de la escuela de Utrecht. A diferencia de los caravaggistas italianos, en los que la luz tenía un origen incierto, los pintores de la escuela de Utrecht presentaban un foco de luz artificial perfectamente identificado y concretado en la pintura, generalmente una vela.
Estos pintores fueron posteriormente imitados, con la realización de cuadros a escala más pequeña, originando la pintura de género doméstico, típicamente holandesa. En la siguiente generación los efectos de Caravaggio, aunque atenuados, se dejan sentir en la obra de Rubens (quien compró una de sus pinturas para los Gonzaga de Mantua, pintó una copia de El entierro de Cristo y tiene obras de juventud de estilo caravaggista), Vermeer y Rembrandt.

### Francia

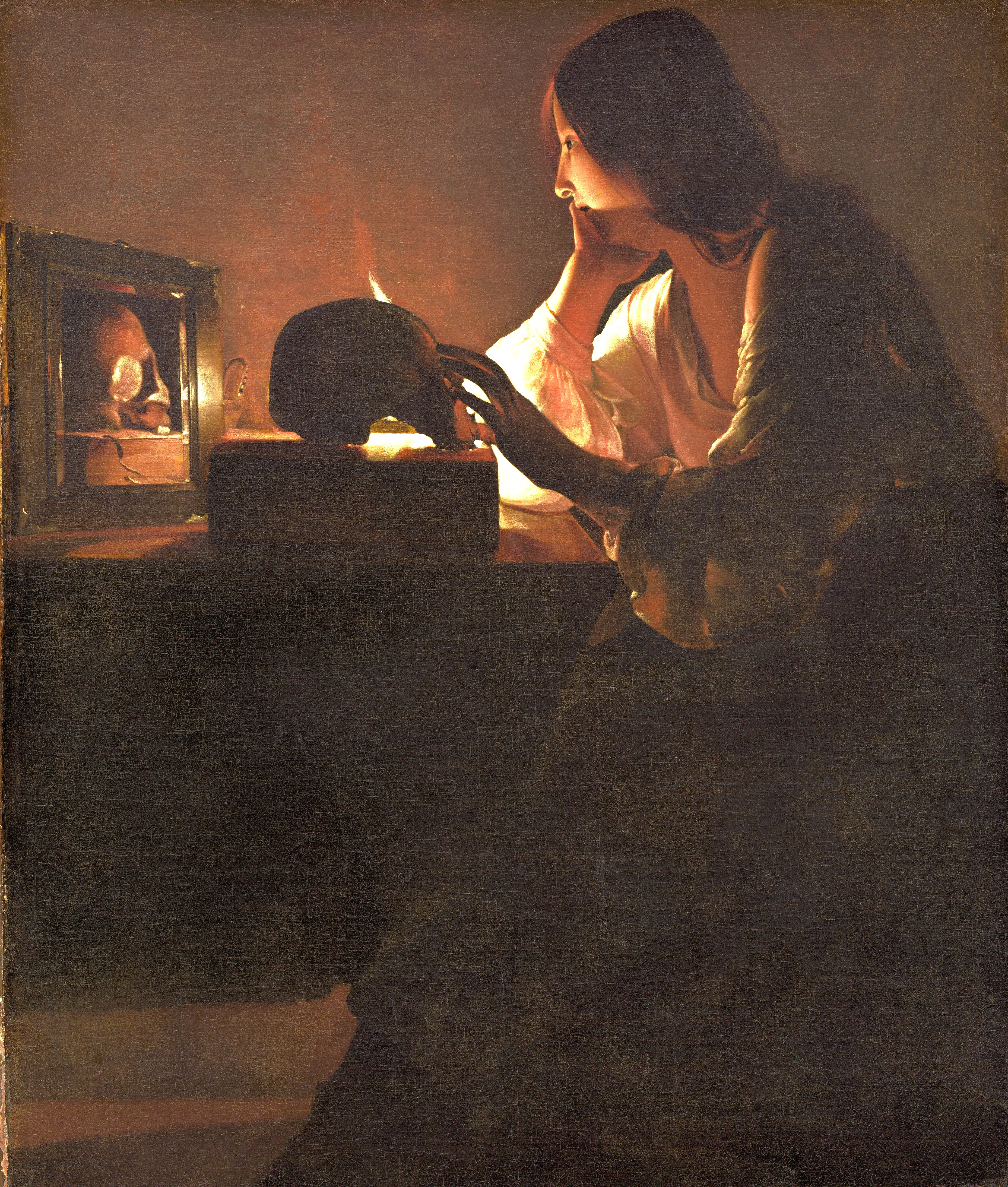
Magdalena penitente, llamada Magdalena Fabius, Georges de La Tour, 1628-1645, Óleo sobre tela, 113 × 93 cm, col. Fabius, París.

En Roma trabajaron los franceses Valentin de Boulogne y Simon Vouet. Como ellos, muchos otros artistas acudían a la ciudad eterna a estudiar, conociendo así de primera mano el naturalismo que allí se practicaba. A su regreso a Francia, estos artistas tuvieron éxito, sobre todo en provincias y entre la clientela eclesiástica y burguesa. El más famoso de los caravaggistas franceses fue Georges de La Tour, que trabajó en el Ducado de Lorena, por entonces independiente de Francia; fue introductor del estilo Jean Le Clerc.
La nómina de los tenebristas franceses se incrementa con los nombres de Lubin Baugin, el flamenco Ludovicus Finsonius o Finson (en Provenza), Guy François (en Puy), Jacques Linard, Louise Moillon, Sébastien Stoskopff, Richard Tassel (en Borgoña), Nicolas Tournier (en Toulouse) y Claude Vignon. 
Con esta tendencia pictórica tuvieron relación los hermanos Le Nain (Antonio, Luis y Mateo), siguiendo la línea más bien de los llamados bambochantes.

## Estilo
Los caravaggistas pintaron cuadros de gran tamaño, al óleo, sobre lienzo.
Trataron preferentemente temas religiosos, en particular los más violentos y dramáticos, como la historia de Judith y Holofernes, o los martirios de santos. No obstante, adoptaron una iconografía realista, tomando del natural los modelos de sus santos y vírgenes. Se añadían pocos elementos en la composición, aparte del personaje central, pero estos elementos (como vasijas o cestos) eran de un gran realismo.
Esta tendencia caló entre el público, que de esta manera se veía mejor representada en las obras, lo que incitaba a la piedad; por ello se convirtió en el primer estilo pictórico de la Contrarreforma. El riesgo, sin embargo, estaba en caer en la vulgaridad excesiva, haciendo que se perdiera en parte el respeto a esas imágenes santas, lo que hizo que, por ejemplo, algunas de las obras de Caravaggio fueran rechazadas por sus clientes.
Además de esto, fueron frecuentes los cuadros de género, representando escenas de la vida cotidiana, como las tabernas o las partidas de cartas. Esta tendencia derivó hacia unas obras en las que prevalecía lo pintoresco, llamadas bambochadas, siendo conocidos los pintores que las hacían con el término de bambochantes, palabra derivada del italiano Bamboccio ("monigote"), apodo del holandés Pieter van Laer. Estos pintores representaban escenas callejeras protagonizadas por personajes populares como gitanos o mendigos. Aunque usaban la técnica tenebrista, lo cierto es que hay una cierta preocupación por el paisaje, ausente en la mayor parte de las obras de esta tendencia.
Con menor frecuencia, se cultivaron temas mitológicos y bodegones.
Las composiciones son sencillas: las figuras, representadas de tamaño natural, de medio cuerpo o cuerpo entero, sobre un fondo oscuro. El rasgo más característico de esta escuela es el uso del claroscuro: no trabajaban el fondo, que quedaba en penumbra, y concentraban toda su atención, con una luz muy intensa, en las figuras que ocupan el primer plano. Este contraste dramático fue cultivado sobre todo por napolitanos y españoles, a los que con mayor frecuencia se denomina tenebristas. 
En los cuadros italianos y españoles, la luz es de origen indeterminado; en cambio, en pintores como Georges de La Tour o la escuela de Utrecht, proviene de una fuente concreta que aparece en el cuadro. Esta introducción en el cuadro de una fuente de iluminación visible se le llama luminismo.
Los colores predominantes son los rojos, ocres y negros. Se aplicaba directamente, sin boceto preparatorio ni dibujo previo, lo que en italiano se llama alla prima.

## Galería

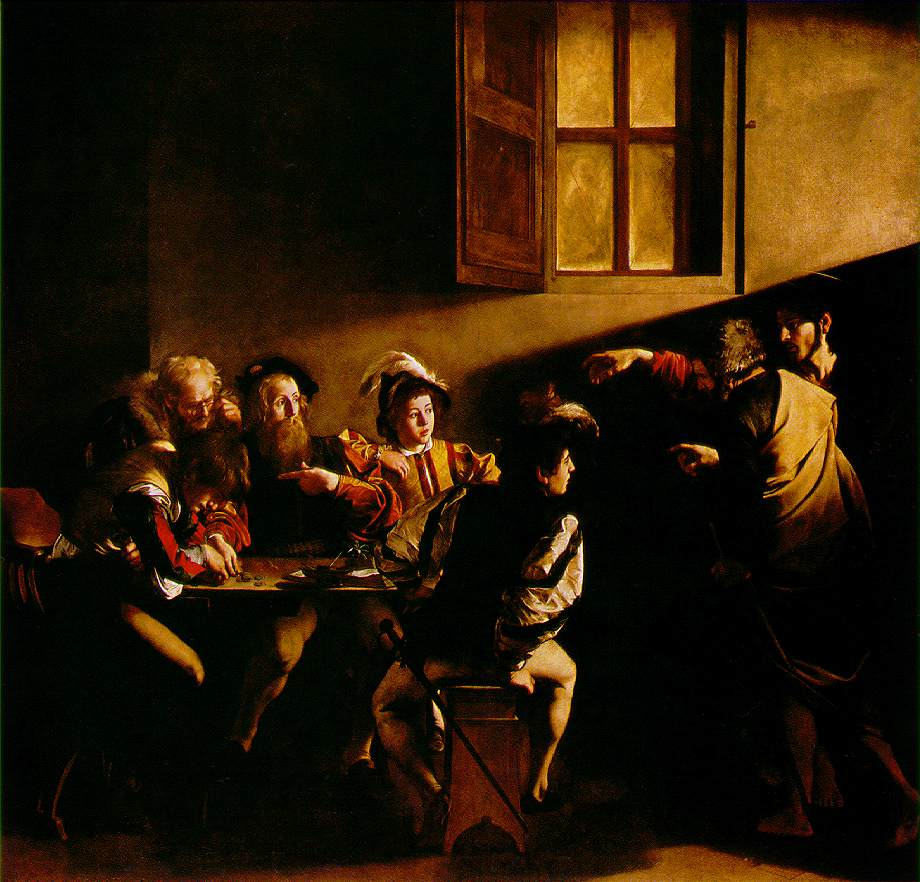
La vocación de San Mateo, Caravaggio, h. 1599-1600, iglesia de San Luis de los Franceses (Roma), Roma.
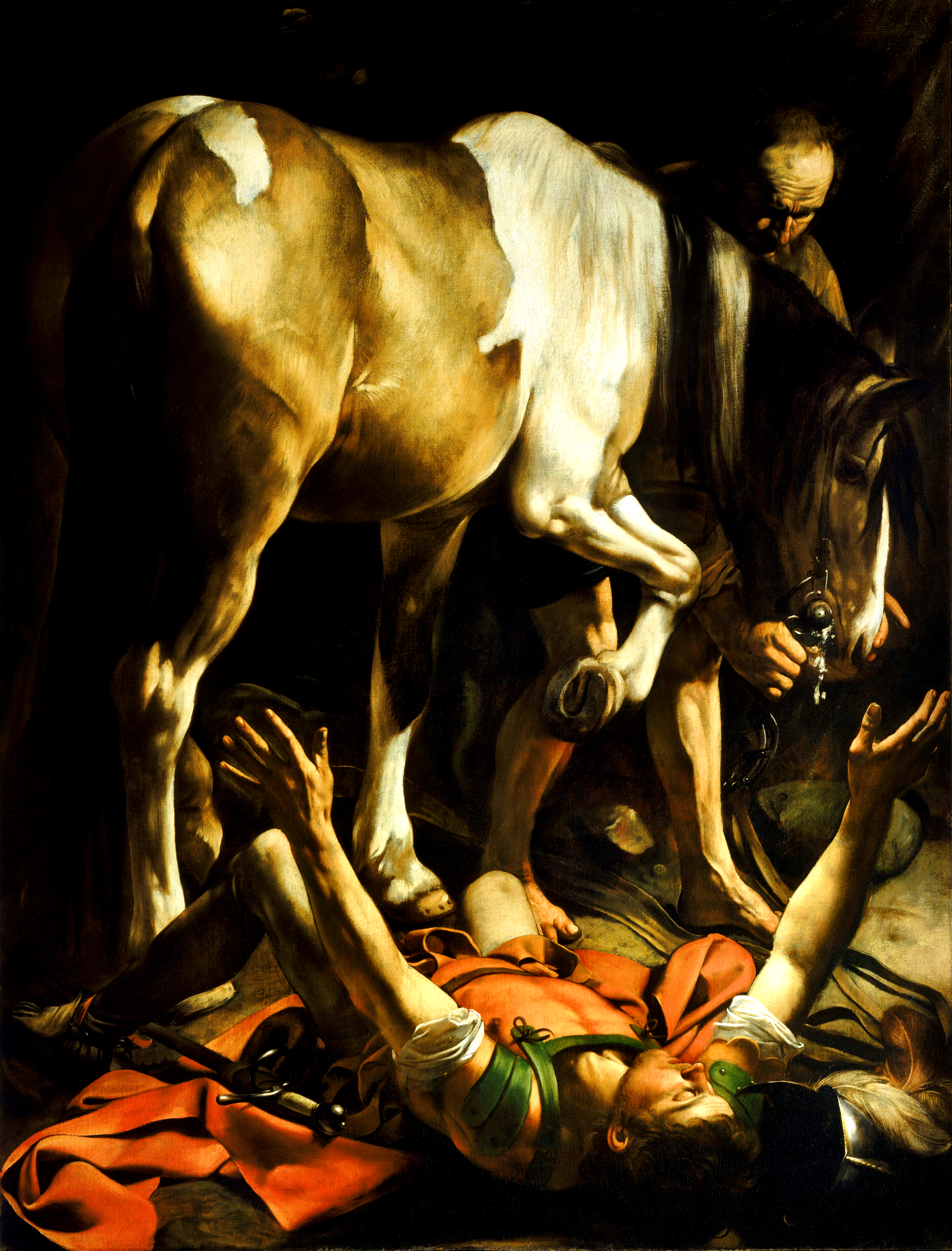
La conversión de San Pablo, Caravaggio, 1601, capilla Cerasi, iglesia de Santa María del Popolo, Roma.
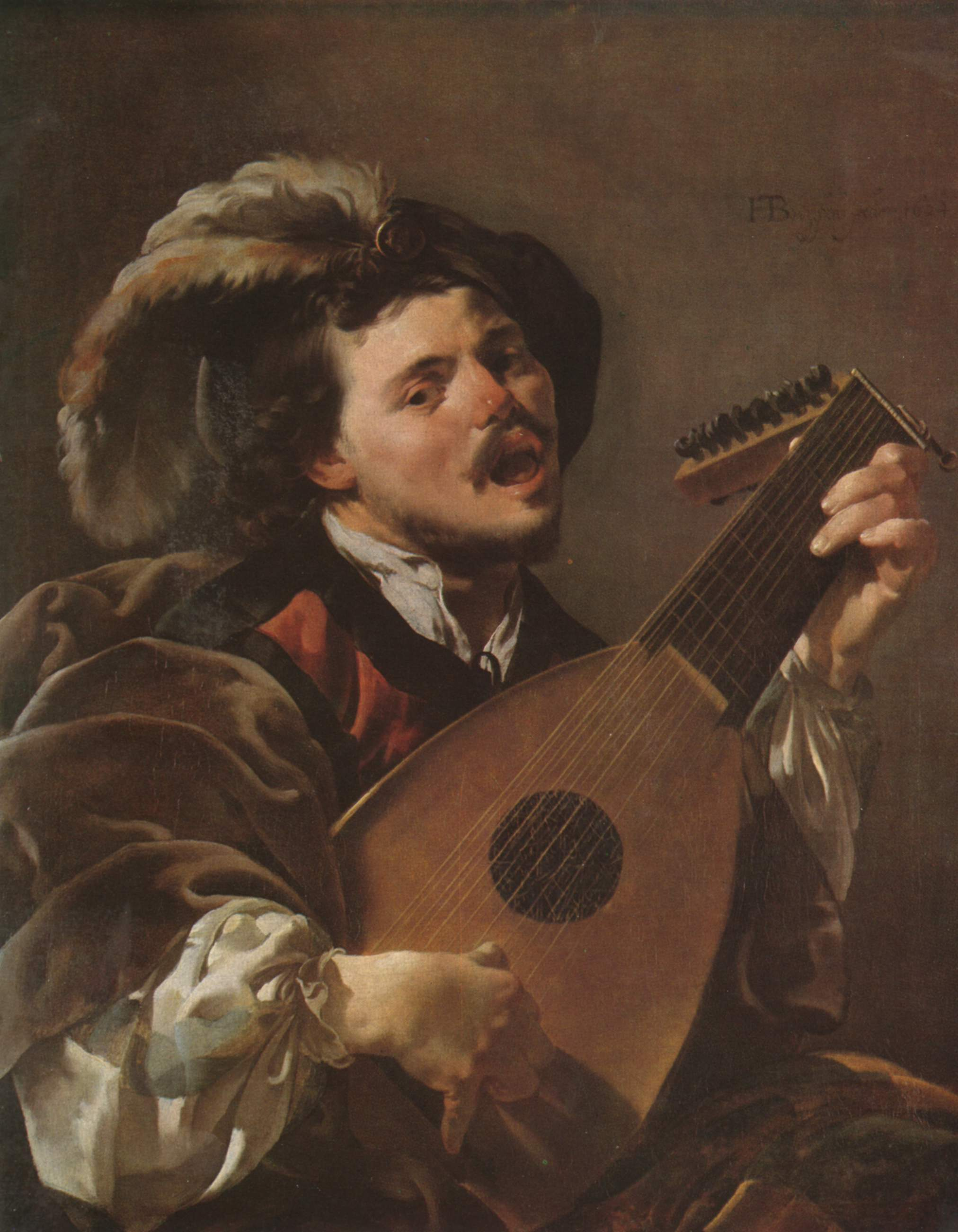
El tocador de laúd, Hendrick Jansz Terbrugghen, 1624, National Gallery de Londres.
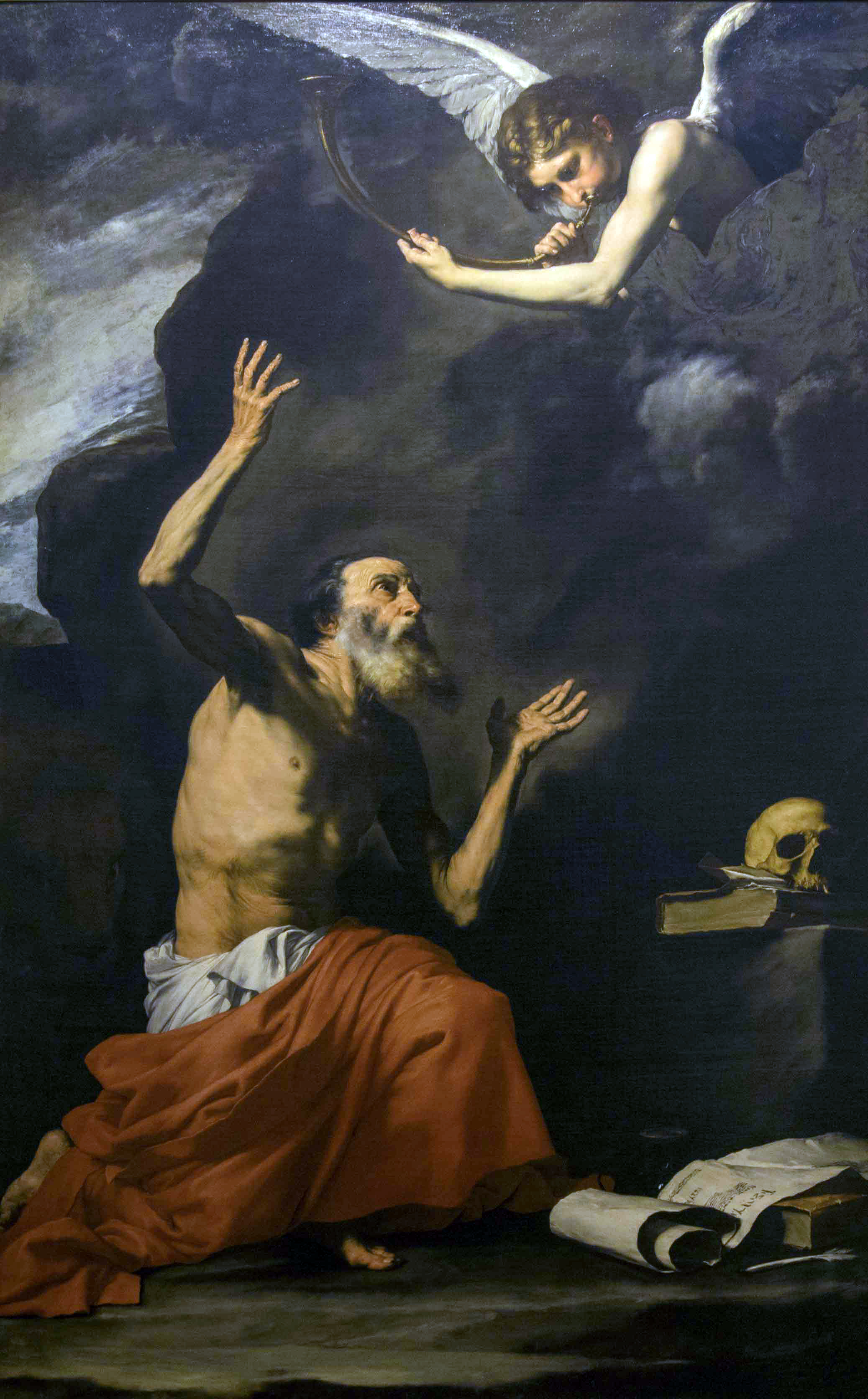
San Jerónimo y el Ángel del Juicio, José de Ribera, 1626, Museo de Capodimonte, Nápoles